# Ред Витезова Храма Јерусалимског
Ред Витезова Храма Јерусалимског (лат. Ordo Supremus Militaris Templi Hierosolymitani - ОСМТХ) је међународни темпларски ред је основан 1804. године од стране Бернарда-Рејмонда Фабр-Палапрата (Bernard-Raymond Fabré-Palaprat) и његово седиште је у Женеви. Чланови реда долазе из више хришћанских вероисповести и организација се сматра екуменском хришћанском групацијом, док припадници других вероисповести могу бити почасни или придружени чланови реда, од Дама и Витезова се тражи грађанско понашање и хришћанска вероисповест.

## Приорати
Постоји дванаест великих приората и то суː
- Велики Приорат Аустрије,
- Велики Приорат Финске,
- Велики Приорат Србије,
- Велики Приорат САД,
- Велики Приорат Натоа,
- Велики Приорат Француске,
- Велики Приорат Италије,
- Велики Приорат Енглске и Велса,
- Велики Приорат Мексика,
- Велики Приорат Канаде,
- Велики Приорат Немачке,
- Велики Приорат Грчке.

## Задаци реда
Темпларски ред има задатак да помаже младе и талентоване људе, у сваком облику помаже религијске хришћанске организације, посебно оне у Светој Земљи. Учествује у раду организација као што су „Центар за религију и демократију“ која у многим кризним подручјима ради на миру и окупљању верских вођа, затим "Christian At Risk", која се бави заштитом хришћана у угроженим зонама. Ред је признат и од стране Уједињених нација као невладина организација и има сталне делегате у овој организацији.